# Trentepohlia (Neomongoma) fuscoterminalis
Trentepohlia (Neomongoma) fuscoterminalis is een tweevleugelige uit de familie steltmuggen (Limoniidae). De soort komt voor in het Neotropisch gebied.